# Herpyllinae
Herpyllinae è una sottofamiglia di ragni appartenente alla famiglia Gnaphosidae.

## Descrizione
Sono ragni di varia grandezza, da medio-piccola (4 millimetri) a medio-grande (10 millimetri).
La chiave dicotomica di questa sottofamiglia rispetto alle altre è che questi ragni hanno l'opistosoma bicolore, solitamente bianco e nero e i maschi posseggono uno scutum dorsale piuttosto ampio. Questo insieme di caratteri è tipico, non è posseduto da nessun'altra sottofamiglia.

## Distribuzione
I 19 generi oggi noti di questa sottofamiglia hanno, globalmente, diffusione cosmopolita.

## Tassonomia
Attualmente, a marzo 2016, la maggioranza degli aracnologi è concorde nel suddividerla in 19 generi:
1. Ceryerda Simon, 1909 - Australia occidentale (genere monospecifico)
2. Cesonia Simon, 1893 - America settentrionale e centrale, bacino del Mediterraneo (31 specie)
3. Cladothela Kishida, 1928 - Cina, Corea, Giappone (10 specie)
4. Epicharitus Rainbow, 1916 - Queensland (genere monospecifico)
5. Gertschosa Platnick & Shadab, 1981 - Messico, Panama, Giamaica, USA (4 specie)
6. Herpyllus Hentz, 1832 - America settentrionale e centrale, Asia centrale (33 specie)
7. Hitobia Kamura, 1992 - Asia orientale (Cina, Corea, Giappone, Taiwan, Vietnam) (16 specie)
8. Kishidaia Yaginuma, 1960 - dall'Europa all'Asia centrale, Giappone, Cina, Corea (4 specie e 1 sottospecie)
9. Ladissa Simon, 1907 - India, Benin, Sierra Leone (4 specie)
10. Litopyllus Chamberlin, 1922 - USA, Messico, Cuba, isole Bahamas (3 specie)
11. Macarophaeus Wunderlich, 2011 - isole Canarie, Portogallo, isola di Madeira (4 specie)
12. Nodocion Chamberlin, 1922 - America settentrionale, Messico, India (8 specie)
13. Phaeocedus Simon, 1893 - Regione paleartica e India (9 specie e una sottospecie)
14. Poecilochroa Westring, 1874 - cosmopolita, ad eccezione di America settentrionale e centrale e dell'Oceania (40 specie e una sottospecie)
15. Scotocesonia Caporiacco, 1947 - Guyana (genere monospecifico)
16. Sergiolus Simon, 1891 - America settentrionale, Antille, Asia (26 specie)
17. Sernokorba Kamura, 1992 - Russia, Giappone, Corea, Cina, Francia (3 specie)
18. Symphanodes Rainbow, 1916 - Queensland (Australia) (genere monospecifico)
19. Xizangia Song, Zhu & Zhang, 2004 - Cina (2 specie)